# Torynesis orangica
Torynesis orangica är en fjärilsart som beskrevs av Lajos Vári 1971. Torynesis orangica ingår i släktet Torynesis och familjen praktfjärilar. Inga underarter finns listade i Catalogue of Life.